# Paardenvisserij in Oostduinkerke

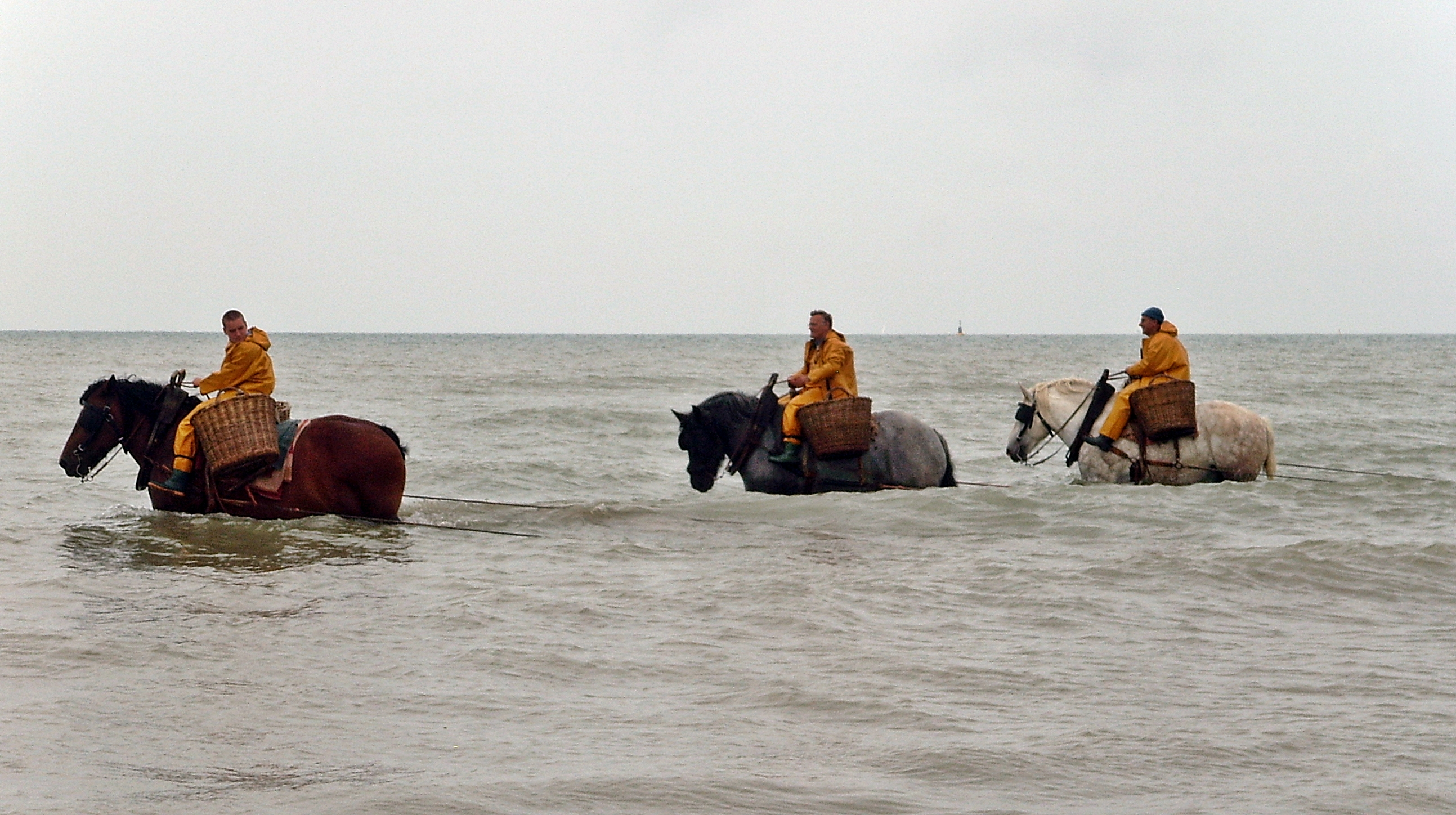
Paardenvissers aan het werk

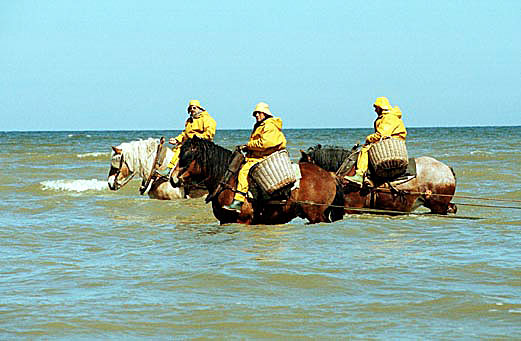
Paardenvissers in zee

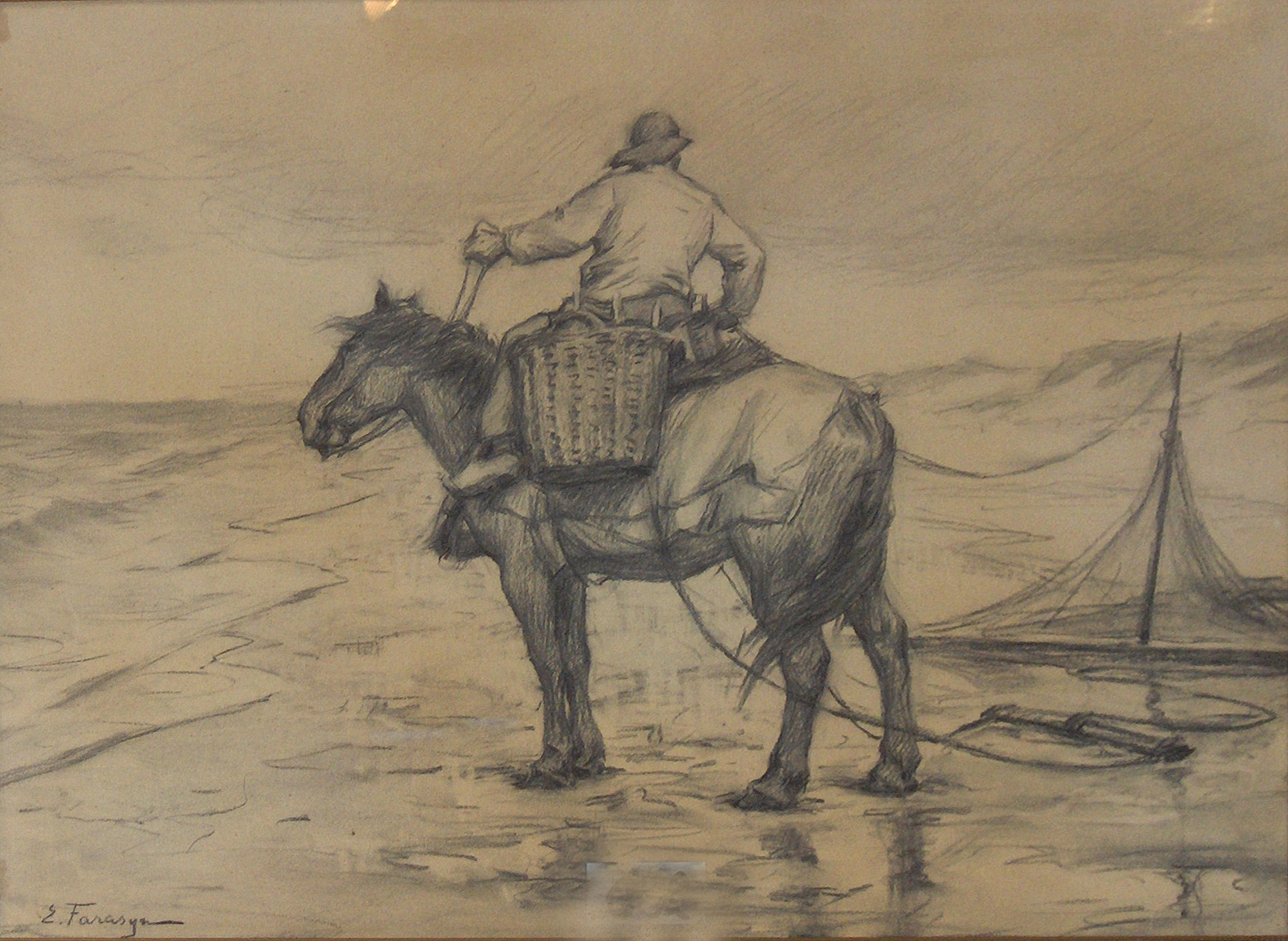
Antieke tekening van Edgar Farasyn

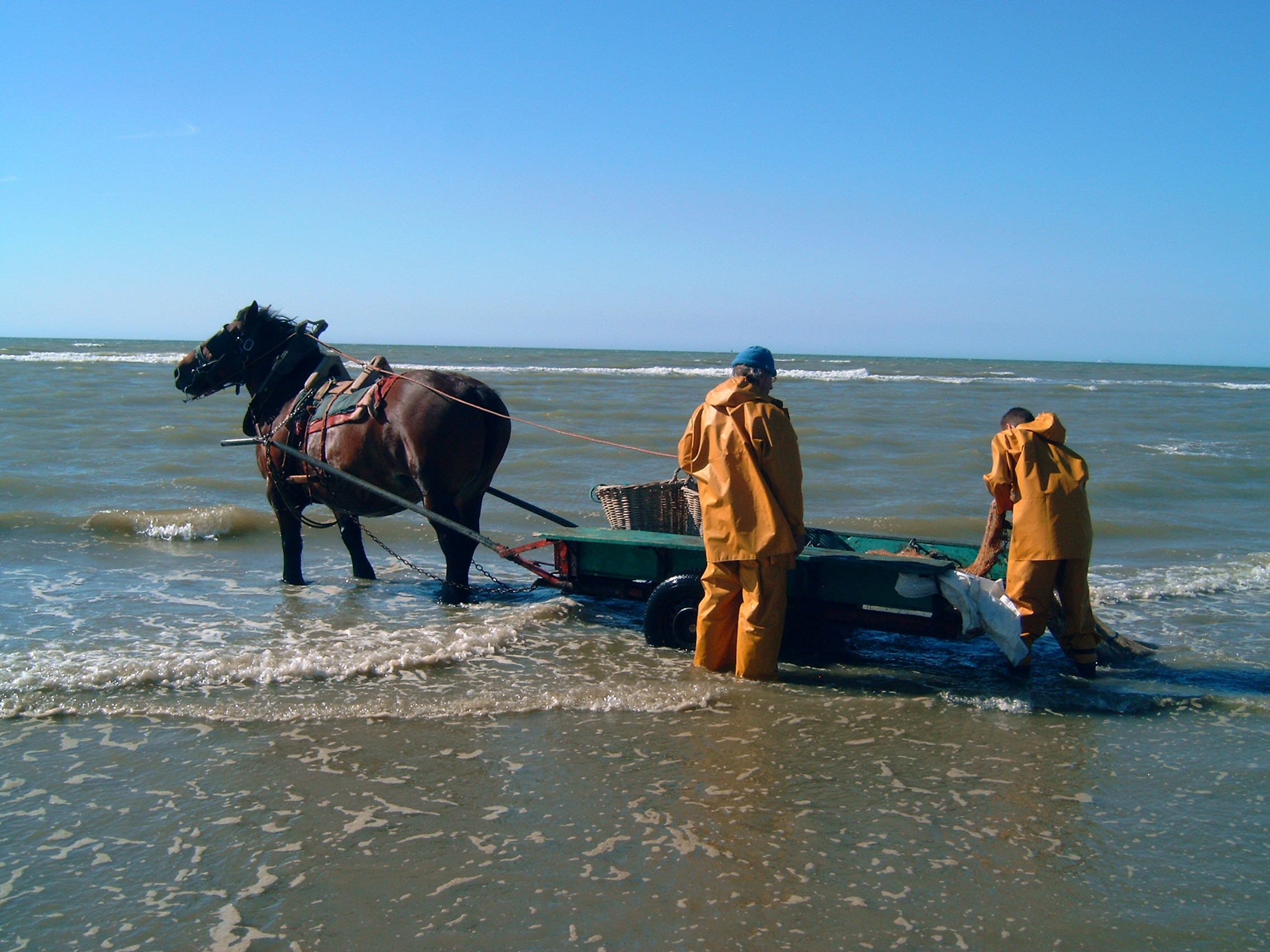
Vissers met paardenvisserskarretje

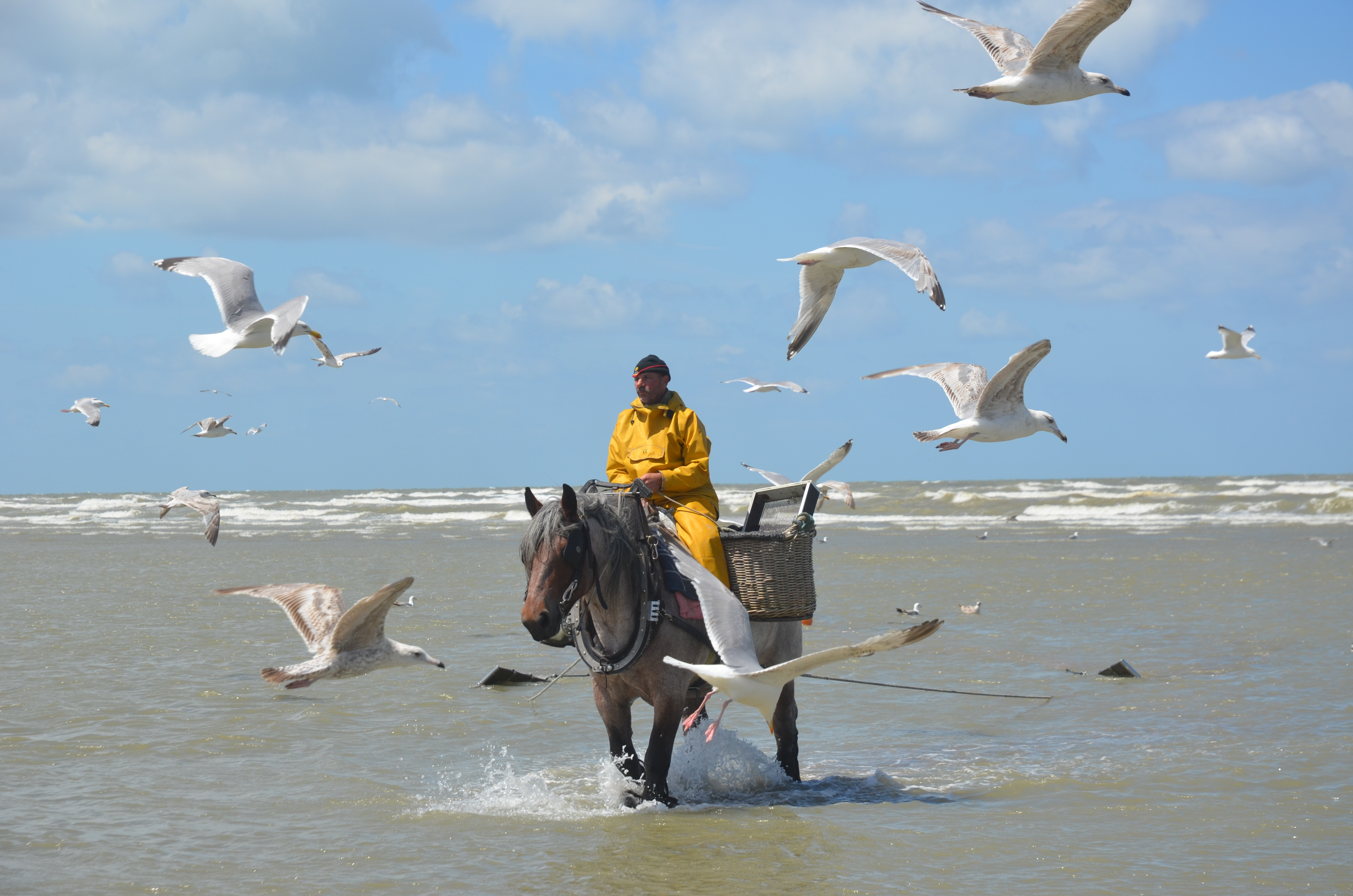
Paardenvisser in zee

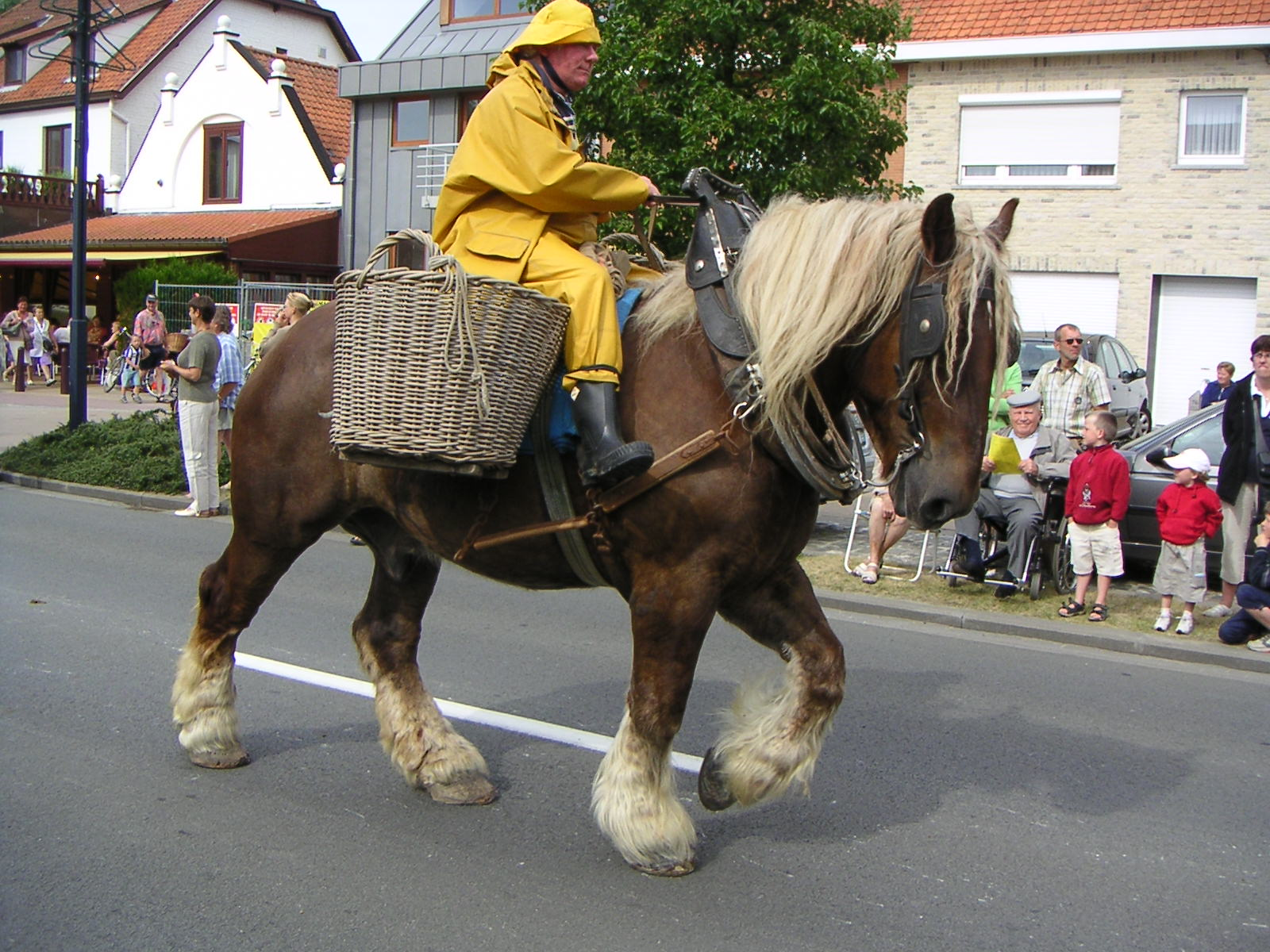
Paardenvisser tijdens een folkloristische parade

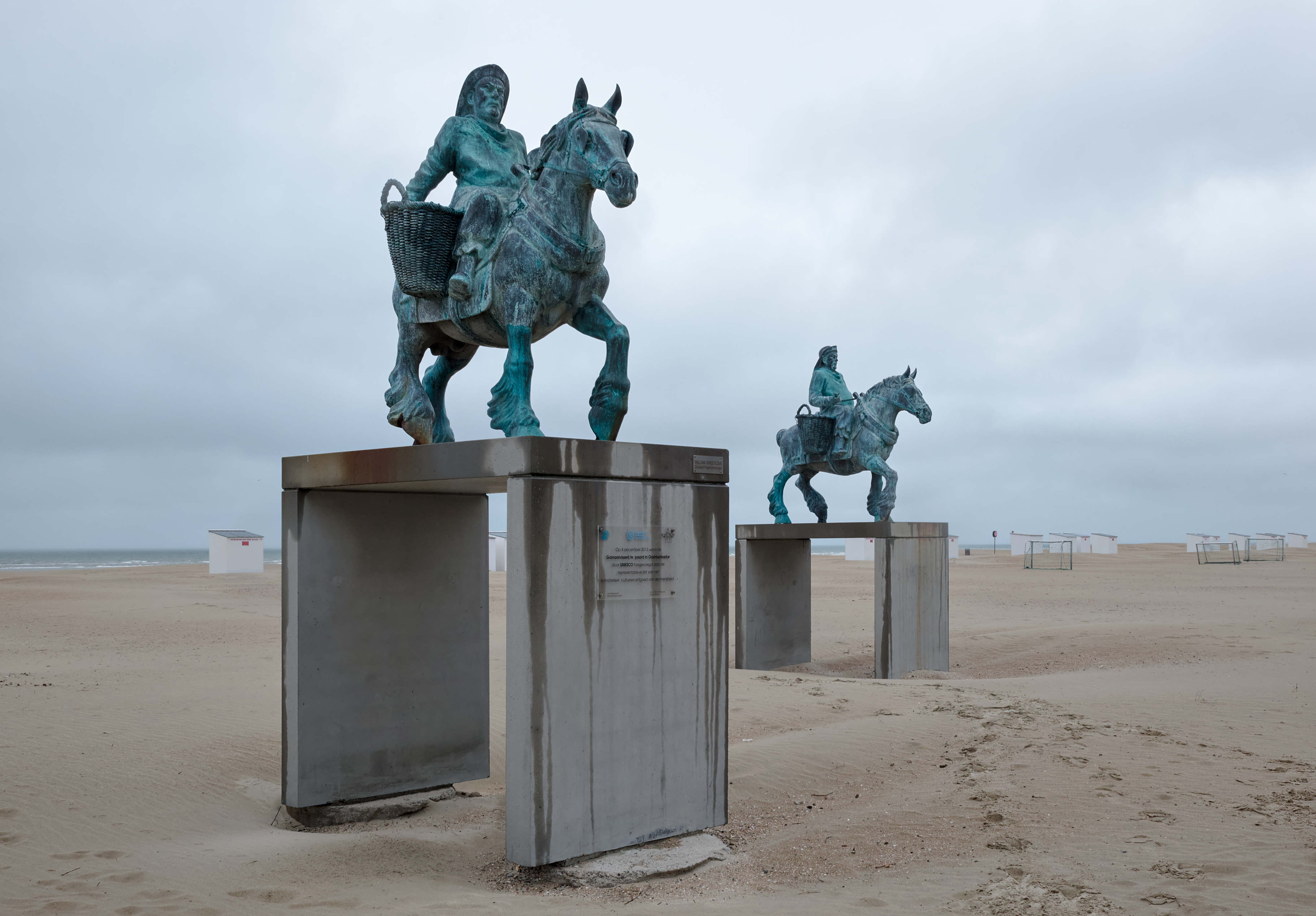
Cloned Paardenvisser

De paardenvisserij in Oostduinkerke is het vissen op garnalen zoals dat in deze Belgische kustplaats in de gemeente Koksijde traditioneel te paard gebeurt.
De visserijmethode met trekdieren was vroeger gebruikelijk langs de gehele Vlaamse Noordzeekust, maar is in de andere plaatsen in onbruik geraakt. Het strand van Oostduinkerke is er zeer voor geschikt; er zijn geen golfbrekers of andere hindernissen. De traditie van het paardenvissen gaat vijfhonderd jaar terug.

## Geschiedenis
Vroeger kwam deze wijze van vissen overal voor aan de stranden van België, Noord-Frankrijk, Zuid-Engeland en Nederland. Arme boeren gingen 's winters met hun dieren de zee in op die manier iets bij te verdienen. Het paardenvissen werd langs de Belgische kust toen seynevissen genoemd, oftewel het vissen met een seyne (net), dat door twee paarden wordt voortgetrokken. Men viste toentertijd met muildieren, die goedkoper waren in het onderhoud. Door de jaren heen werden de vangsten steeds geringer en ging men grotere netten gebruiken, daarom ging men ertoe over sterke koudbloed paarden te gebruiken. Heden ten dage gebruikt men in Oostduinkerke Belgische trekpaarden; mogelijk is dit de enige plek ter wereld waar nog op deze manier gevist wordt. Het aantal paardenvissers heeft altijd sterk geschommeld. In 1940 waren het er veertig, in 1968 nog slechts zeven. Anno 2023 zijn er vijftien paardenvissers in Oostduinkerke. De garnaalvissers te paard kregen vroeger de achternaam Decaestecker. Dat had te maken met dat ze visten langs de kade (caede).

## Werkwijze
De traditionele dag van een garnalenvisser te paard verloopt volgens een aantal vaste rituelen. Alvorens te gaan vissen worden de paarden thuis bij de vissers opgetuigd. Een tochtje via het natuurgebied de Doornpanne te Oostduinkerke en 't Schipgat leidt de paardenvisser en zijn paard naar het Noordzeestrand, om vervolgens met het typische paardenvisserskarretje naar zee te rijden.
Op de dijk ontmoeten de vissers elkaar, waarna ze hun gele jekkers aantrekken en het strand oprijden. Aan de laagwaterlijn wordt het paard uitgespannen, het materiaal van de kar gelost en de manden vastgemaakt. Dan volgt de garnaalvangst, die zo'n drie uur duurt. Er wordt ongeveer twee uur voor laagwater en een uur na laagwater gevist. Het net wordt door twee zijdelingse planken (scheerborden) horizontaal opengehouden, een ketting sleept over het zand en vlotters laten de bovenzijde van het net drijven.
Op het strand wordt de vangst gezeefd. De bijvangst, zoals krabben, kleine platvisjes en kwalletjes, wordt terug in zee gegooid. De garnalen gaan in de manden. Het net wordt uitgeschud en gespoeld en het paard wordt terug ingespannen voor de terugtocht. De garnaalvangst wordt nogmaals gezeefd. De zandkorrels die zich tussen de pootjes van diertjes bevinden worden met schoon water uitgespoeld, waarna de verse Noordzeegarnalen klaar zijn om te worden gekookt in een van visser tot visser verschillende brij en uitgeschept op de koelzift. In de zomer gebeurt dit alles ten aanschouwe van de aanwezige toeristen op de dijk. Terug thuis wordt het werkpaard uitgespannen en krijgt het haver vooraleer terug naar de weide te gaan.

## Materiaal
Het gebruikte materiaal veranderde doorheen de tijd: van het seynevissen werd overgegaan naar de schee (een schuine plank van circa vier meter lengte die over het zand scheerde om de garnaal te laten opspringen in het net).
De kledij van de visser is van het zware oliegoed overgestapt naar de lichte gele nylon jekkers. Hij vist meestal met een zuidwester op het hoofd en zit op een speciaal houten zadel op zijn paard.

## Vereniging D'Oostduinkerkse Paardenvissers
Tijdens een vergadering in 1996 werd de vereniging d'Oostduinkerkse Paardenvissers voorgesteld. Het voornaamste doel was het voortbestaan van de traditionele paardenvisserij te verwezenlijken.

## Steun
De paardenvissers krijgen veel aandacht in het Nationaal Visserijmuseum, gelegen in het centrum van Oostduinkerke-dorp. In het museum worden de diverse vormen van vroegere en huidige strandvisserij, waaronder de garnalenvisserij te paard, uitgebreid toegelicht.

## Immaterieel Cultureel Erfgoed
In 2009 werd de garnalenvisserij te paard in Oostduinkerke door toenmalig Vlaams minister van cultuur Joke Schauvliege opgenomen in de Inventaris Vlaanderen voor immaterieel cultureel erfgoed en op 4 december 2013 werd tijdens de jaarlijkse vergadering van de UNESCO, die plaatsvond in Bakoe (Azerbeidzjan), de garnaalvisserij te paard opgenomen in de representatieve lijst van het immaterieel cultureel erfgoed van de mensheid.